# 1844 у науці
1844 року були різні наукові та технологічні події. Деякі з них представлені нижче.

## Досягнення людства

### Відкриття

#### Астрономія
- Фрідріх Бессель висунув гіпотезу, що зірки Сіріус і Проціон мають природні супутники. Згодом встановлено, що вказані зірки дійсно є подвійними.

### Математика
- Жозеф Ліувілль ввів поняття трансцендентного числа.

#### Хімія
- Карл Клаус вперше виявив рутеній.

### Винаходи
- Семюел Морзе відправив першу депешу за допомогою знакового кодування, яке він розробив (азбука Морзе.
- Вільям Талбот опублікував першу книгу з фотоілюстраціями: «The Pencil of Nature».

## Експедиції
- Початок першої експедиції (1844–1845) Людвіга Лейхгардта до центральних районів Австралії.
- Дослідницька поїздка Костянтина фон Тішендорфа в Синайський монастир Святої Катерини.

## Народилися
- 20 лютого — Людвіг Больцман, австрійський фізик-теоретик, засновник статистичної механіки і молекулярно-кінетичної теорії (пом. 1906).
- 25 березня — Адольф Енглер, німецький ботанік. (Пом. 1930).
- 6 серпня — Джеймс Генрі Грітід[en], британський залізничний інженер і маркшейдер (пом. 1896).
- 13 серпня — Фрідріх Мішер, швейцарський фізіолог, гістолог і біолог (пом.1895).
- 22 серпня — Джордж Вашингтон Де Лонг, американський мореплавець і полярний дослідник (пом. 1881).
- 11 вересня — Генрі Ніколсон, британський зоолог і палеонтолог (пом. 1899).
- 15 жовтня — Фрідріх Ніцше, видатний німецький філософ, один з творців «філософії життя» (пом. 1900).
- 25 листопада — Карл Бенц, німецький інженер, винахідник автомобіля, піонер автомобілебудування (пом. 1929).

## Померли
- 19 червня — Етьєн Жоффруа Сент-Ілер, французький зоолог (нар. 1772).
- 27 липня — Джон Дальтон, англійський фізик і хімік (нар. 1766).
- 30 серпня — Френсіс Бейлі — англійський астроном (нар. 1774).
- 23 листопада — Томас Джеймс Гендерсон, шотландський астроном (нар. 1798).